# La Iglesuela
La Iglesuela település Spanyolországban, Toledo tartományban. La Iglesuela Almendral de la Cañada, Sartajada, Mijares, Casavieja, Piedralaves, La Adrada, Fresnedilla és El Real de San Vicente községekkel határos. Lakosainak száma 451 fő (2024).

## Népesség
A település népessége az utóbbi években az alábbiak szerint változott:
| Lakosok száma | 427  | 427  | 414  | 430  | 441  | 448  | 425  | 411  | 471  | 451  |
|               | 2001 | 2004 | 2007 | 2009 | 2012 | 2014 | 2017 | 2019 | 2022 | 2024 |